# 河合二葉
河合 二葉（かわい ふたば）は、日本の漫画家。女性。
『漫画ばんがいち』（コアマガジン）に不定期連載中。まんがの森の携帯サイトにて同人時代を含む過去の漫画などが配信されている。
2008年に初の単行本となる『世界の果ての十七歳』が刊行された。

## 作風
作品は成人向け漫画に分類されるが、性描写を主に据えるのではなく、登場人物の心の機微を描く作品が多い。画風は線の細い、少女漫画のようなタッチである。

## 同人活動
1990年代後半「人工甘味料」というサークルで「河合二葉」というペンネームで活動しており、数冊の同人誌を刊行していた。

## 書籍
- 『世界の果ての十七歳』 2008年4月25日発売[1]、コアマガジン〈ハイパーホットミルクコミックス29〉、ISBN 978-4-8625-2383-9

## 作品リスト
- かなしい予感 （Comicアリスくらぶ 1997年発売Vol.1）
- ロリータは18歳 （Comicアリスくらぶ 1998年発売Vol.1）
- limit （漫画ばんがいち2000年6月号） ※若年性アルツハイマー症を描いた出世作
- 暗闇の中の小さな秘密 （エルティーンcomic、近代映画社、2001年）
- …innocence （エルティーンcomic、近代映画社、2002年）
- おしまいの夏 （漫画ばんがいち2004年1月号、「セーラー服は着たままで」[注 1]シリーズ）
- 花冷え （漫画ばんがいち2004年5月号）
- 世界の果ての十七歳 （漫画ばんがいち2004年10月号）
- 愛のしるし （漫画ばんがいち2004年12月号）
- ピアノレッスン （漫画ばんがいち2005年4月号）[注 2]
- 初恋めぐり （漫画ばんがいち2005年9月号）
- やわらかい場所 （漫画ばんがいち2005年12月号）
- ハニー*スマイル （漫画ばんがいち2006年5月号）
- ハニー*シック （漫画ばんがいち2006年6月号）
- ひとつだけ。 （漫画ばんがいち2006年8月号）
- 世界の果ての十七歳2006 （漫画ばんがいち2006年10月号）[注 3]
- クリーム （漫画ばんがいち2006年12月号、「セーラー服は着たままで」シリーズ。以下、「おしまいの夏」の前日談にあたる）
- 海へ行くのはまだ早い （漫画ばんがいち2007年2月号、「セーラー服は着たままで」シリーズ）
- 水無月夜話 （漫画ばんがいち2007年7月号・8月号）
- セーラー服の天使1・2・3 （漫画ばんがいち2007年9月号 - 11月号） ※1ページショートショート読み切り
- 解剖実習 （漫画ばんがいち2007年12月号、「セーラー服は着たままで」シリーズ）
- 君に降る花 （漫画ばんがいち2008年4月号、「セーラー服は着たままで」シリーズ）
- 瞳水晶 （漫画ばんがいち2008年7月号）
- 或る体育教師のつぶやき （漫画ばんがいち2008年10月号、「セーラー服は着たままで」シリーズ）
- 三月の花嫁 （漫画ばんがいち2009年4月号）
- 補習授業 （漫画ばんがいち2009年7月号、「セーラー服は着たままで」シリーズ）
- 梔子奇譚 （漫画ばんがいち2009年10月号）
- 歪な花 （漫画ばんがいち2010年1月号、「セーラー服は着たままで」シリーズ）
- 家庭訪問 （漫画ばんがいち2010年3月号、「セーラー服は着たままで」シリーズ）
- 待ちあわせ （漫画ばんがいち2010年5月号、「セーラー服は着たままで」シリーズ）
- 八月の通り雨 （漫画ばんがいち2010年8月号、「セーラー服は着たままで」シリーズ）
- おしまいは、夏1・2・3 （漫画ばんがいち2010年10月号・12月号、2011年3月号、「セーラー服は着たままで」シリーズ）※いずれ大学生篇を描く、と作者は言っている[2]。
- 君が残した甘い棘 （漫画ばんがいち2011年7月号）
- 君が恋を綴る （漫画ばんがいち2012年2月号）
- 放課後のモノローグ （漫画ばんがいち2012年9月号、「セーラー服は着たままで」シリーズ）
- 鰯の鱗 （漫画ばんがいち2012年12月号・2013年2月号・5月号）
- 髪結いの恋 （漫画ばんがいち2013年11月号）
- 仕立て屋の恋 （漫画ばんがいち2014年1月号）
- 花屋の恋 （漫画ばんがいち2014年3月号）

他、コアマガジン社漫画ばんがいちにて、不定期掲載。

## その他
- 柴犬を飼っていることがブログで明かされている。
- AKB48の渡辺麻友推しであり、たびたび彼女のイラストを描いてブログに載せている。